# Deborah S. Jin
Deborah Shiu-lan Jin (15 de noviembre de 1968 - 15 de septiembre de 2016) fue una física estadounidense, miembro del Instituto Nacional de Estándares y Tecnología, profesora adjunta del departamento de física de la Universidad de Colorado y miembro del Joint Institute for Laboratory Astrophysics. Jin fue una pionera en química cuántica molecular polar.
Entre 1995 y 1997 trabajó con Eric Cornell y Carl Wieman (ganadores del Premio Nobel de Física en 2001) participando en algunos de los primeros estudios sobre gas diluido de condensados de Bose-Einstein. En 2003, el equipo de la Dra. Jin realizó el primer condensado fermiónico, una nueva forma de materia.
Recibió numerosos reconocimientos por sus contribuciones a la física; antes de su prematura muerte, fue mencionada con frecuencia como una fuerte candidata al Premio Nobel de Física y en 2002 la revista Discover la coronó como una de las 50 científicas más influyentes.

## Biografía

### Primeros años
Jin nació en Santa Clara County, California, en una familia de tres hijos. Creció en Indian Harbour Beach, Florida. Sus padres fueron también físicos.

### Educación
Jin estudió física en la Universidad de Princeton, obteniendo el grado de Bachelor of Arts en 1990. Posteriormente obtendría su doctorado en la Universidad de Chicago en 1995 bajo la tutoría de Thomas Felix Rosenbaum.

## Trayectoria científica

### Contribuciones científicas
En 1995 Jin obtuvo su doctorado por la Universidad de Chicago con la tesis "Experimental Study of Phase Diagrams of Heavy Fermion Superconductors with Multiple Transitions" ("Estudio experimental de diagramas de fase de supreconductores fermiónicos pesados con múltiples transiciones"). Su supervisor fue Thomas F. Rosenbaumand. Posteriormente, se unió al grupo de Eric Cornell en , el Instituto Conjunto de Astrofísica de Laboratorio en Boulder, Colorado, como investigadora postdoctoral. Con el cambio de materia condensada a física atómica, Jin tuvo que aprender un nuevo conjunto de técnicas experimentales. Jin se unió al grupo de Cornell poco después de que lograran el primer condensado de Bose-Einstein (BEC) de rubidio, y de que realizaran experimentos para caracterizar sus propiedades.
In 1997, Jin formó su propio grupo de investigación en el JILA. En dos años, desarrolló el primer gas degenerado cuántico de átomos fermiónicos. Dicho estudio fue motivado por investigaciones previas sobre condensados de Bose-Einstein y sobre el desarrollo de la capacidad de enfriar un gas diluido de átomos hasta 1 μK. Las interacciones débiles entre las partículas en un condensado de Bose-Einstein dieron lugar a interesantes conversaciones en el campo de la física. Se propuso que los átomos fermiónicos formaría estados análogos a estados en temperaturas suficientemente bajas, con fermiones apareándose en un fenómeno similar a la creación de pares de Cooper en materiales superconductores.
El trabajo fue complicado por el hecho de que, a diferencia de los bosones, los fermiones no pueden ocupar el mismo estado cuántico al mismo tiempo, debido al principio de exclusión de Pauli, y por lo tanto existen limitados mecanismos de enfriamiento que pueden aplicarse en fermiones. A una temperatura suficientemente baja, el enfriamiento por evaporación, una técnica importante utilizada para alcanzar la temperatura lo suficientemente baja como para crear los primeros BEC, no puede ser utilizada con fermiones. Para evitar este problema, Jin y su equipo enfriaron 40 átomos de potasio en dos subniveles magnéticos diferentes. Esto permitió que los átomos en diferentes subniveles chocaran entre sí, restaurando la eficacia del enfriamiento por evaporación. Usando esta técnica, Jin y su grupo pudieron producir un gas de Fermi degenerado a una temperatura de aproximadamente 300 nK, o la mitad de la temperatura Fermi de la mezcla.
En 2003, Jin y su equipo fueron los primeros en condensar pares de átomos fermiónicos. Pudieron observar directamente un condensado molecular de Bose-Einstein creado únicamente ajustando la fuerza de interacción en un gas de Fermi ultrafrío usando la resonancia de Feshbach. Jin pudo observar las transiciones del gas entre un estado de Bardeen-Cooper-Schrieffer (BCS) y el condensado de Bose-Einstein.
En 2008, Jin y su equipo desarrollaron una técnica análoga a la espectroscopía de fotoemisión resuelta en ángulo que les permitió medir las excitaciones de un gas degenerado con resolución de energía y momento. Utilizaron este enfoque para estudiar la naturaleza del emparejamiento de fermiones en el cruce BCS-BEC, el mismo sistema que su grupo había explorado por primera vez en 2003. Estos experimentos proporcionaron la primera evidencia experimental de una seudo brecha de energía en el cruce BCS-BEC.
Jin siguió expandiendo los límites de la ciencia ultrafría. Ella y su companero, Jun Ye, lograron enfriar moléculas polares que poseen un gran momento dipolar eléctrico a temperaturas ultrafrías, también en 2008. En lugar de enfriar directamente las moléculas polares, crearon un gas ultrafrío de átomos que transformaron en moléculas dipolares de manera coherente. Este trabajo condujo a nuevas ideas sobre las reacciones químicas cerca del cero absoluto. Pudieron observar y controlar las moléculas de potasio-rubidio (KRb) en el estado de energía más bajo (estado estacionario). Incluso pudieron observar moléculas en colisión, rompiéndose y formando enlaces químicos. El esposo de Jin, John Bohn, quien se especializó en la teoría de colisiones atómicas ultrafrías, colaboró con ella en este trabajo.

### Tutoría
Jin supervisó a dos docenas de estudiantes de doctorado, dos docenas de estudiantes de grado y dos dozens de investigadores postdoctoral. Su tutoría ha dejado un impacto duradero en aquellos que trabajaron con ella.

## Premios y honores
Jin fue miembro electo de la Academia Nacional de Ciencias de Estados Unidos (2005) y miembro de la Academia Estadounidense de las Artes y las Ciencias (2007).
Jin ganó premios prestigiosos, entre los que destacan:
- 2000, Premio Presidencial de Carrera Temprana en Ciencia e Ingeniería[23]
- 2002, Premio Maria Goeppert-Mayer[24]
- 2003, Beca para "genios" de la fundación MacArthur[25]
- 2004, "Líder de investigación del año" según Scientific American'[26]
- 2008, Medalla Benjamin Franklin de Física[27]
- 2013, Premio L'Oréal-UNESCO a Mujeres en Ciencia - Premiada en América del Norte[28][29]
- 2014, Medalla Isaac Newton otorgada por el Institute of Physics[30]
- 2014, Premio Comstock de Física, "poe un descubrimiento reciente e innovador en investigación en electricidad, magnetismo o energía radiante."[20][31]

Tras su fallecimiento, la American Physical Society cambió el nombre de su prestigioso premio DAMOP para estudiantes doctorales a Premio Deborah Jin en reconocimiento a su tremendo impacto en los campos de la física atómica, molecular y óptica.

## Vida personal
Jin se casó con John Bohn y tuvo una hija, Jaclyn Bohn. Jin falleció de cáncer el 15 de septiembre de 2016 en Boulder, Colorado.